# Tarca
Il Tarca è un torrente che scorre in provincia di Varese. Nasce a Cadegliano Viconago nei pressi dell'Alpe Prada e sfocia nel fiume Tresa a Lavena Ponte Tresa, che segna il confine con la Svizzera. I suoi principali affluenti sono i torrenti Valle Ronco e Dovrana: quest'ultimo si immette nel Tarca a circa 30 m dalla foce.